# خيط الروح (حلي تقليدي)
خيط الروح  أو الزروف إكسسوار تقليدي جزائري نسائي يتم ارتداءه في الجبين ,عبارة عن عقد مصنوع من الذهب و مزين بالجواهر النفيسة، ترتديه المرأة الجزائرية مع لباس الكَارَاكُو العاصمي والشدة التلمسانية.
يعود تاريخ خيط الرّوح الى الحقبة العثمانية في الجزائر 1515-1830 و أصله من الجزائر العاصمة كما تصوّر اللوحات و الصور القديمة, لكنه انتشر كذلك بين نساء الطبقات الارستقراطية في قسنطينة وتلمسان (حواضر بايلك الشرق وبايلك الغرب)

## قصة خيط الروح
قصة خيط الروح حسب العجائز العاصميات تعود الى عائلة من مدينة الجزائر العريقة زوجت ابنتها لرجل ذو أصل طيب و لكنه فقير و في جيبه ما يكفي يومه فقط، و في يوم الزواج أهدى الرجل عقدا من الذهب لزوجته.
كان العقد أصغر من أن تستطيع لبسه على رقبتها لصغره ، أم العروس لم تحتمل هذا الأخير فقالت :
" بوه هذا جابلها خيط الروح " (اللهجة العاصمية الأصيلة) إشارة منها لصغر حجم العقد ،
فقام الأب بوضع العقد على رأس ابنته و من هنا بدأت العادة و أصبح خيط الروح يزين رؤوس العاصميات مع محرمة الفتول لينتشر لاحقا في مختلف مناطق الجزائر .

## المراجع

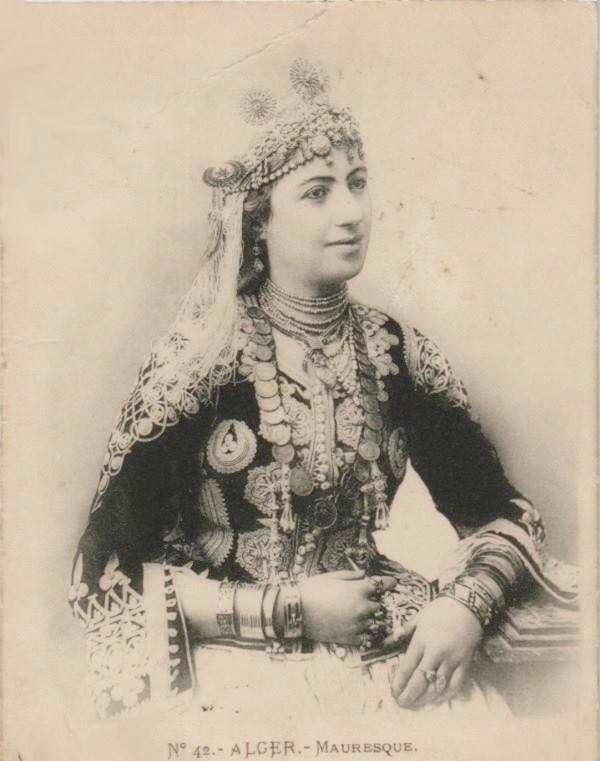
بورتريه لإمرأة من الجزائر ترتدي خيط الروح على جبينها